# Первомайское сельское поселение (Симферопольский район)
Первомайское се́льское поселе́ние (укр. Первомайське сільське поселення, крымскотат. Первомайское кой юрту, Бий Таныш кой юрту) — муниципальное образование в составе Симферопольского района Республики Крым России.

## География
Поселение расположено на северо-востоке района, в нижней части долины Чуюнча. Граничит, с севера, по часовой стрелке, со Новоандреевским, Донским, Урожайновским, Молодёжненским, Укромновским и Гвардейским сельскими поселениями (согласно административному делению Украины — с соответствующими сельсоветами).
Площадь поселения 79,38 км².

## Население
| 2001  | 2014  | 2015  | 2016  | 2017  | 2018  | 2019  |
| ----- | ----- | ----- | ----- | ----- | ----- | ----- |
| 4200  | ↗4241 | ↗4255 | ↗4313 | ↗4364 | ↗4373 | ↘4359 |
| 2020  | 2021  |       |       |       |       |       |
| ↘4355 | ↘4341 |       |       |       |       |       |

## Состав
В состав поселения входят 3 села:
| № | Населённый пункт | Тип населённого пункта | Население на 2014 год |
| - | ---------------- | ---------------------- | --------------------- |
| 1 | Первомайское     | село, центр            | ↗2247                 |
| 2 | Красное          | село                   | ↘943                  |
| 3 | Чайкино          | село                   | ↗1051                 |

## История
Решением Крымского областного Совета депутатов трудящихся от 7 февраля 1972 года № 69 был образован Первомайский сельский совет путём выделения сёл Первомайское, Красное и Чайкино Урожайновского сельсовета. С 12 февраля 1991 года село в восстановленной Крымской АССР, 26 февраля 1992 года переименованной в Автономную Республику Крым. С 21 марта 2014 года в составе Крыма аннексировано Россией. Законом «Об установлении границ муниципальных образований и статусе муниципальных образований в Республике Крым» от 4 июня 2014 года территория административной единицы была объявлена муниципальным образованием со статусом сельского поселения.